# Naula (Syria)
Naula – wieś w Syrii, w muhafazie Damaszek. W 2004 roku liczyła 782 mieszkańców.